# Піщане (Ілецький район)
Піща́не (рос. Песчаное) — село у складі Ілецького району Оренбурзької області, Росія.

## Населення
Населення — 23 особи (2010; 114 у 2002).
Національний склад (станом на 2002 рік):
- казахи — 55 %